# Дело Калистратова
Дело Калистратова — судебный процесс прокуратур Горно-Алтайска и Республики Алтай против председателя местной религиозной организации «Свидетели Иеговы в Горно-Алтайске» Александра Калистратова, начатый 20 октября 2010 года. Калистратову вменялось обвинение по статье 282 УК РФ («действия, направленные на возбуждение ненависти и вражды, а также на унижение достоинства человека и группы лиц по признакам отношения к религии, а равно принадлежности к социальной группе, совершенные публично, с использованием СМИ»). После череды судебных процессов 22 декабря 2011 года Верховный суд Республики Алтай постановил прекратить уголовное дело против Калистратова за отсутствием состава преступления и признал за Калистратовым право на реабилитацию. Судебный процесс получил широкое освещение в СМИ, как в России, так и за рубежом.

## Биография Калистратова
Александр Викторович Калистратов родился 16 июля 1976 года в городе Бийске Алтайского края. В 1993 году Калистратов стал посещать собрания свидетелей Иеговы, а 1994 году был крещён как свидетель Иеговы. 24 декабря 1998 года Александр Калистратов был назначен председателем Комитета местной религиозной организации свидетелей Иеговы в Горно-Алтайске, которым и остаётся на 2013 год.
В 2000 году в связи с отказом от прохождения военной службы по религиозным убеждениям и желанием заменить военную службу на альтернативную гражданскую Калистратов был арестован и находился в следственном изоляторе 21 день, пока ему не была изменена мера пресечения с содержания под стражей на подписку о невыезде. Позднее суд оправдал его действия и подтвердил его право на альтернативную гражданскую службу.

## Предыстория
22 декабря 2008 году прокурор Горно-Алтайска обратился с иском в Горно-Алтайский городской суд о признании некоторых публикаций свидетелей Иеговы экстремистскими материалами. Судебное заседание по делу было начато 28 сентября 2009 года. Уже 1 октября 2009 года Горно-Алтайский городской суд признал экстремистскими 18 публикаций, выпускаемых и распространяемых свидетелями Иеговы.
27 января 2010 года Верховный суд республики Алтай оставил в силе решение городского суда Горно-Алтайска. С постановлением Верховного суда решение городского суда о признании 18 публикаций свидетелей Иеговы экстремистскими вступило в силу.
23 июля 2010 года местная религиозная организация «Свидетели Иеговы Горно-Алтайск» подала жалобу в Европейский суд по правам человека в связи с постановлением Верховного суда Республики Алтай о признании экстремистскими 18 изданий свидетелей Иеговы.

## Обвинения Калистратова в экстремизме

### Первый судебный процесс
В августе 2010 года Александру Калистратову было предъявлено обвинение по статье 282 УК РФ («действия, направленные на возбуждение ненависти и вражды, а также на унижение достоинства человека и группы лиц по признакам отношения к религии, а равно принадлежности к социальной группе, совершенные публично, с использованием СМИ»). Согласно заведённому на него уголовному делу, Калистратов с октября 2008 по 31 декабря 2009 года с помощью единоверцев распространял литературу (всего 48 наименований), пропагандирующую религиозную и социальную рознь, и возбуждающую ненависть к православной и католической религии, её представителям и священнослужителям.
Государственный обвинитель Булат Яимов требовал приговорить Калистратова к 160 часам исправительных работ. Предварительные слушания по делу Калистратова состоялись 7 октября 2010 года. Первое слушание по делу прошло 20 октября.
Во время допроса обвиняемый Калистратов обращал внимание на то, что публикации, распространение которых ему инкриминируется, были признаны судом экстремистскими 1 октября 2009 года, причём решение вступило в силу только 27 января 2010 года после обжалования в Верховном суде. Таким образом, обвиняемый указывал на то, что его пытаются привлечь к уголовной ответственности за период времени до вступления в силу решения Горно-Алтайского суда.
14 апреля 2011 года по делу Калистратова был вынесен оправдательный вердикт за отсутствием события преступления. Судьёй было отмечено, что во время судебного разбирательства не был доказан факт того, что Александр Калистратов распространял находящуюся в списке экстремистских материалов литературу. Также судья Марина Соколовская признала за Калистратовым право на реабилитацию и компенсацию морального вреда в связи с незаконным уголовным преследованием.
После вынесения оправдательного приговора Александр Калистратов заявил о своих чувствах по этому поводу:
С одной стороны, конечно, радость, а с другой стороны, недоумение, потому что в течение двух лет за мной негласно наблюдали, прослушивали мою телефонную связь, просматривали почтовую корреспонденцию. Получается, ради чего все это? Неужели нашим органам нечем заниматься, кроме как охотиться за религией, которая является непопулярной в нашей стране? Такое вот двойственное чувство.

### Повторное рассмотрение дела
25 апреля 2011 года прокуратура Республики Алтай подала в Верховный суд республики кассационное представление на оправдательный приговор Горно-Алтайского городского суда, мотивируя это тем, что вынесенный оправдательный приговор необоснован, ввиду несоответствия выводов суда фактическим обстоятельствам дела, а также ввиду неправильной оценки дела. Также гособвинитель указал на возможность отсутствия в деятельности Калистратова состава преступления, но не на отсутствие события преступления. Кроме того, по мнению гособвинителя, суд вышел за рамки своих полномочий, самолично дав оценку экстремистскому содержанию литературы, которая ранее решением суда уже была признана таковой.
26 мая 2011 года судебная коллегия по уголовным делам Верховного суда Республики Алтай отменила вынесенный Горно-Алтайским городским судом оправдательный приговор и направила дело на новое рассмотрение в тот же суд в новом составе.
22 июня 2011 года в городском суде Горно-Алтайска началось повторное рассмотрение дела Александра Калистратова. 19 июля 2011 года Калистратов подал надзорную жалобу в Президиум Верховного суда Республики Алтай на предмет неправомерности отмены судом кассационной инстанции вынесенного ему оправдательного приговора. Надзорная жалоба также была подана сотрудником аппарата Уполномоченного по правам человека в РФ Михаилом Одинцовым, который участвует в деле в качестве защитника.
Второй этап судебных заседаний прошёл с 15 по 19 августа 2011 года. Третий этап возобновился после месячного перерыва и продолжался с 12 по 16 сентября 2011 года. Заключительный четвёртый этап повторных слушаний прошёл 3-7 октября 2011 года. Прения сторон прошли 13 октября. Государственный обвинитель в ходе прений сторон потребовал приговорить Калистратова к 140 часам обязательных работ в связи с тем, что, по его мнению, вина Калистратова в возбуждении ненависти либо вражды, а равно унижении человеческого достоинства по признакам отношения к религии, выполненном публично с использованием средств массовой информации, нашла своё подтверждение в суде в полной мере. Сам Калистратов отказался от участия в прениях, однако выступил с последним словом.
Приговор был оглашён 3 ноября 2011 года. Горно-Алтайский городской суд признал Александра Калистратова виновным в совершении преступления, предусмотренного частью 1 статьи 282 УК РФ (действия, направленные на возбуждение ненависти и вражды, а также на унижение достоинства человека и группы лиц по признакам отношения к религии, а равно принадлежности к социальной группе, совершенные публично, с использованием средств массовой информации) и назначить ему наказание в виде 100 часов обязательных работ Во время оглашения приговора судья подчеркнула, что вина Калистратова в распространении текстов, которые были признаны экстремистскими решениями Горно-Алтайского городского и Ростовского областного судов, полностью доказана.. Государственное обвинение было поддержано прокуратурой Республики Алтай. Вынесенный приговор стал первым обвинительным приговором по статье 282 УК РФ, вынесенным в России в отношении представителя свидетелей Иеговы.
Приговор Горно-Алтайского городского суда оставлял в силе меру пресечения в виде подписки о невыезде и надлежащем поведении до вступления приговора в законную силу, после чего такая мера пресечения отменялась. Однако в случае уклонения от выполнения работ наказание могло быть заменено на лишение свободы. Виктор Женков, адвокат Калистратова, после оглашения приговора сообщил о намерении обжаловать решение суда.
14 ноября 2011 года приговор был обжалован в кассационном порядке в Верховном Суде Горного Алтая. 22 декабря 2011 года Верховный суд Республики Алтай отменил обвинительный приговор по делу Калистратова и постановил прекратить производство уголовного дела за отсутствием состава преступления, а также признать за Калистратовым право на реабилитацию.

## Резонанс дела
Уголовное дело против Калистратова послужило поводом для пресс-конференции правозащитников, прошедшей 11 ноября 2010 года в Независимом пресс-центре в Москве и посвящённой применению в России законодательства об экстремистской деятельности. В пресс-конференции приняли участие член Совета при президенте России по содействию развитию институтов гражданского общества Сергей Кривенко, директор информационно-аналитического центра «Сова» Александр Верховский, исполнительный директор движения «За права человека» Лев Пономарёв, адвокат межрегиональной коллегии адвокатов Москвы Арли Чимиров и представитель «Управленческого центра Свидетелей Иеговы в России» Алексей Назарычев.
В декабре 2010 года подразделение агентства Reuters в Канаде опубликовало статью «Россия использует законы об экстремизме против инакомыслящих», посвященную проходящему в Горно-Алтайске судебному процессу над Александром Калистратовым, в которой указывает на то, что процесс по делу Калистратова стал первым из десятка дел, начатых против свидетелей Иеговы и других инакомыслящих, попавших в сети уголовных преследований по российскому закону о противодействии экстремизму.
Дело Калистратова упомянуто в ежегодном докладе Уполномоченного по правам человека в РФ Владимира Лукина за 2010 год, где утверждалось, что судебный процесс по делу Калистратова строился исключительно на выводах экспертизы религиозной литературы свидетелей Иеговы, проведённой Кемеровским государственным университетом. Лукин счёл выводы экспертизы тенденциозными и поверхностными, по его словам, религиозная литература любого вероучения строится на утверждении о его особой мудрости и исключительности. По мнению Лукина, только при предвзятом подходе можно усмотреть в этом возбуждение ненависти или унижение достоинства последователей других вероучений. По словам омбудсмена, «Уголовное же преследование религиозной организации и её представителей за открытое использование своей религиозной литературы — и вовсе прием, воскрешающий в памяти советскую практику преследований за веру». Выступавший по приглашению защиты на втором судебном процессе кандидат психологических наук, доктор философских наук, профессор кафедры социологии и социальной антропологии МГУДТ Алексей Наговицын (Велемудр) также назвал выводы экспертов Кемеровского государственного университета ненаучными.
Сотрудник аппарата российского уполномоченного по правам человека, президент общероссийской общественной организации «Российское объединение исследователей религии», доктор исторических наук М. И. Одинцов, свидетельствуя в ходе первых слушаний по делу Калистратова, критиковал заключение экспертов, на котором основывалась прокуратура, как «абсолютно ненаучное».
Обнародованные в августе 2011 года сайтом WikiLeaks документы из переписки американских дипломатов в 2007—2009 годы посвящены ситуации с судебными преследованиями свидетелей Иеговы в России в целом и в Республике Алтай в частности. США связывают данные судебные процессы со стремлением Русской православной церкви «занять роль господствующего религиозного учреждения не только в России, но и на всем постсоветском пространстве».
По мнению эксперта АНО «Института прав человека» Льва Левинсона, с вынесением обвинительного приговора Калистратову следовало бы ожидать аналогичные приговоры по другим аналогичным уголовным делам, возбуждённым в других регионах России.
Международная правозащитная организация «Международная амнистия» 3 ноября 2011 года (то есть в день вынесения Калистратову обвинительного приговора по итогам повторного рассмотрения дела) выступила с заявлением, осуждающим неправомерное применение антиэкстремистского законодательства в отношении Калистратова. По мнению Джона Дальхузена, заместителя директора «Международной амнистии» по Европе и Центральной Азии, дело Калистратова — «очередной пример из целой серии судебных постановлений, в которых основания для обвинительного приговора весьма сомнительны, а сам приговор нацелен против свидетелей Иеговы».

## Оспаривание защитой результатов экспертиз КемГУ
Выступавший по приглашению защиты на втором судебном процессе Алексей Наговицын назвал выводы экспертов Кемеровского госуниверситета ненаучными. Защита подвергала результаты данной экспертизы сомнению и указывала на преднамеренную, по её мнению, дискриминацию Свидетелей Иеговы судом и заинтересованность экспертов в признании отданной на экспертизу литературы экстремистской.
Кроме того, по словам защиты, между прокуратурой Горно-Алтайска и Кемеровским государственным университетом, проводящим экспертизу, был заключён договор, согласно которому прокуратура оставила за собой право провести оценку результатов произведённой экспертизы и, если её результаты будут для прокуратуры нежелательными, либо назначить дополнительную экспертизу, либо привлечь других экспертов.
Одним из основных критериев, по которым литература свидетелей Иеговы признавалась экстремистской, называлась «пропаганда исключительности» данной религии в указанной литературе. Во время судебных заседаний защитой были озвучены выдержки из литературы Русской Православной Церкви Московского патриархата, в которой все религии, кроме православия, называются «ложными» и «сатанинскими». Данный факт, по мнению защиты, свидетельствует о том, что обвинение избирательно подходит к вопросу, умаляя права одной религиозной группы по сравнению с другой. Кроме того, защита указала на тот факт, что такой подход прямо противоречит постановлению пленума Верховного суда РФ от 28 июня 2011 года, в котором указано: «Критика политических организаций, идеологических и религиозных объединений, политических, идеологических или религиозных убеждений, национальных или религиозных обычаев сама по себе не должна рассматриваться как действие, направленное на возбуждение ненависти или вражды».
Одна из публикаций, которую эксперты КемГУ признали экстремистской (книга «Человечество в поисках Бога»), в связи с судебным процессом в Самарской области прошла отдельную экспертизу в Государственном учреждении «Российский федеральный центр судебной экспертизы при Минюсте РФ». Комиссия экспертов, проведя комплексный психолого-лингвистический и религиоведческий анализ книги, не обнаружила в ней признаков «разжигания розни, возбуждения ненависти и вражды, унижения достоинства человека или группы лиц по признакам пола, расы, национальности, языка, происхождения, отношения к религии, принадлежности к какой-либо социальной группе». Среди экспертов же КемГУ не было ни одного религиоведа.

### Документы
- Приговор Горно-Алтайского городского суда Республики Алтай от 14.04.2011 года по делу № 1-5/2011. Официальный сайт Свидетелей Иеговы в России (14 апреля 2011). Дата обращения: 17 марта 2012. Архивировано 10 мая 2012 года.

- Приговор Горно-Алтайского городского суда Республики Алтай от 03.11.2011 года по делу № 1-270/2011. Центр священномученика Иринея Лионского (6 ноября 2011). Дата обращения: 17 марта 2012.

- Кассационная жалоба на приговор Горно-Алтайского городского суда от 03.11.2011 года (в порядке гл. 45 УПК РФ). Официальный сайт Свидетелей Иеговы в России (11 ноября 2011). Дата обращения: 11 апреля 2012. Архивировано 10 мая 2012 года.

- Заключение судебно-экспертной комиссии по результатам судебной комплексной психолого-лингвистической религиоведческой экспертизы. Кемеровский государственный университет (4 мая 2009).

### Статьи и публикации
- Уголовное преследование за веру в Горно-Алтайске. Официальный сайт Свидетелей Иеговы в России. — Подробные материалы по уголовному делу Калистратова. Дата обращения: 17 марта 2012. Архивировано 10 мая 2012 года.
- Поддержанный Федеральным омбудсманом Свидетель Иеговы из Алтайского края признан невиновным. Европейский омбудсман (23 мая 2011). Дата обращения: 17 марта 2012. Архивировано 10 мая 2012 года.
- Вера Васильева. Государство преследует Свидетелей Иеговы? Права человека в России (7 ноября 2011). Дата обращения: 17 марта 2012. Архивировано 10 мая 2012 года.
- Felix Corley. Russia: Broad Range Of Religious Faiths See Activities Restricted (англ.). Eurasia Review (1 июля 2011). Дата обращения: 17 марта 2012. Архивировано 11 июля 2011 года.